# Amateurkamera
Als Amateurkamera bezeichnet man in der Fotografie einen Fotoapparat, der für die Nutzung durch den Fotoamateur konzipiert wurde.

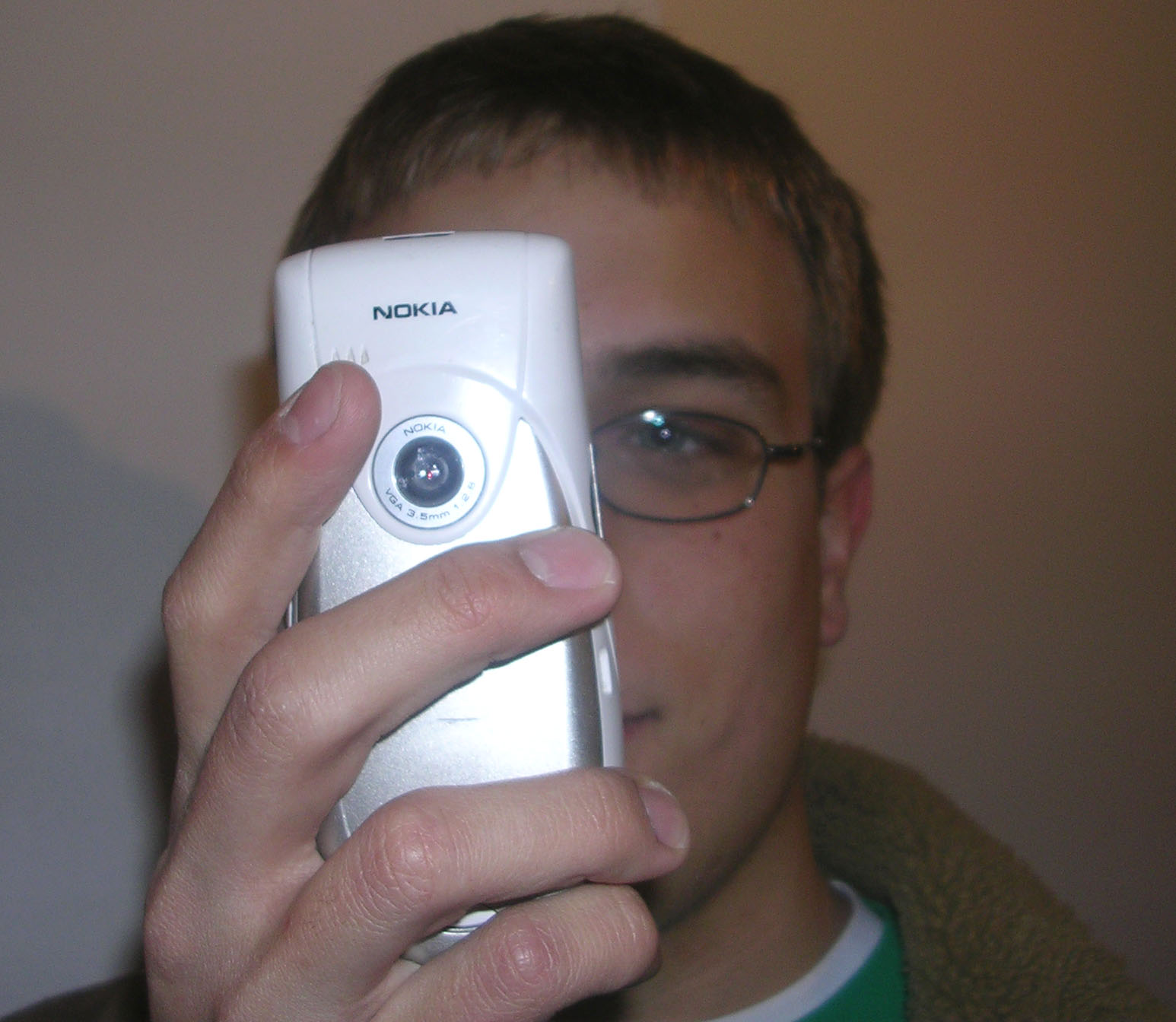
Schnappschusskamera in einem Handy
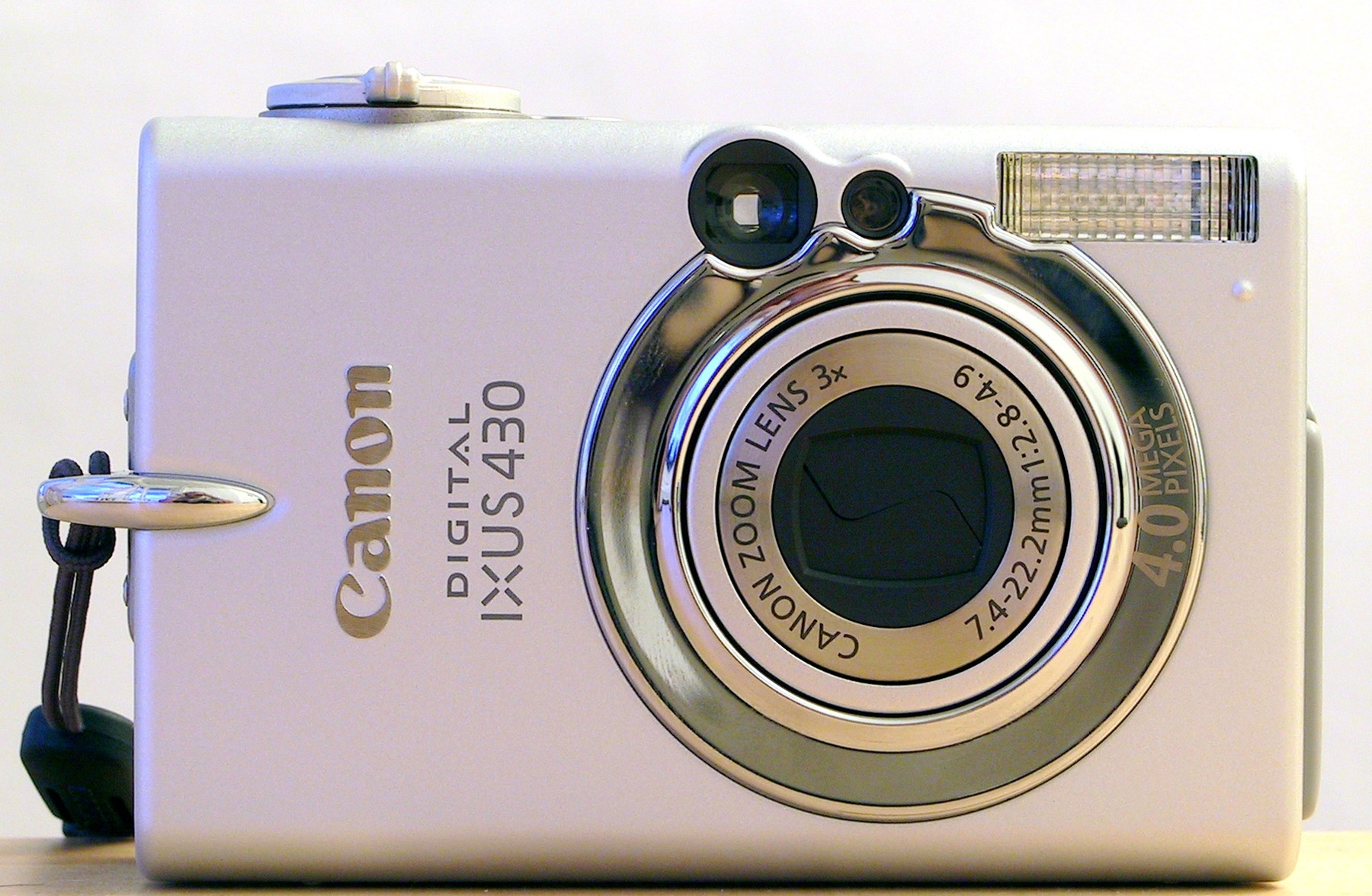
Typische Amateurkamera
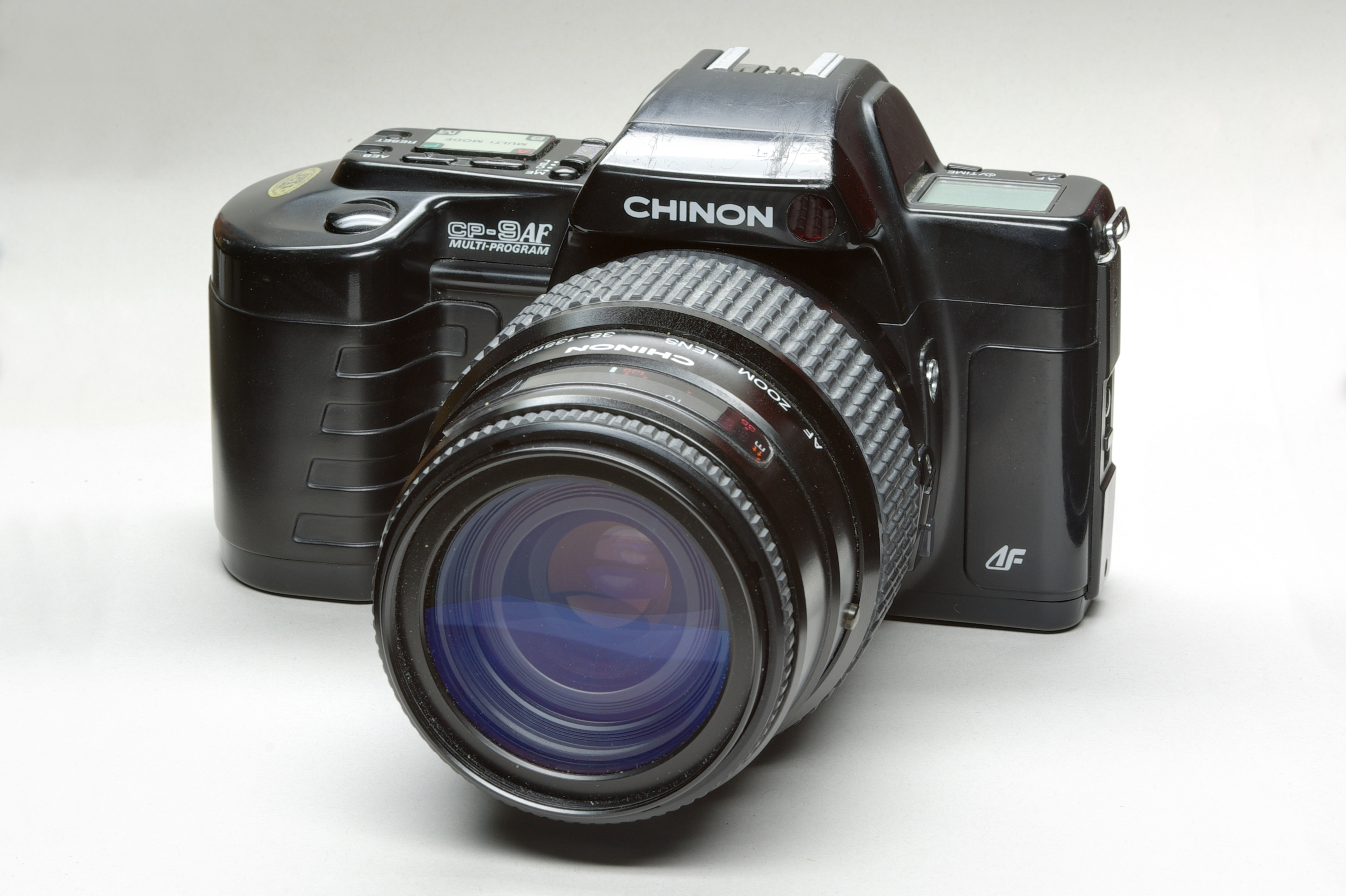
Eine Kamera für Semiprofis
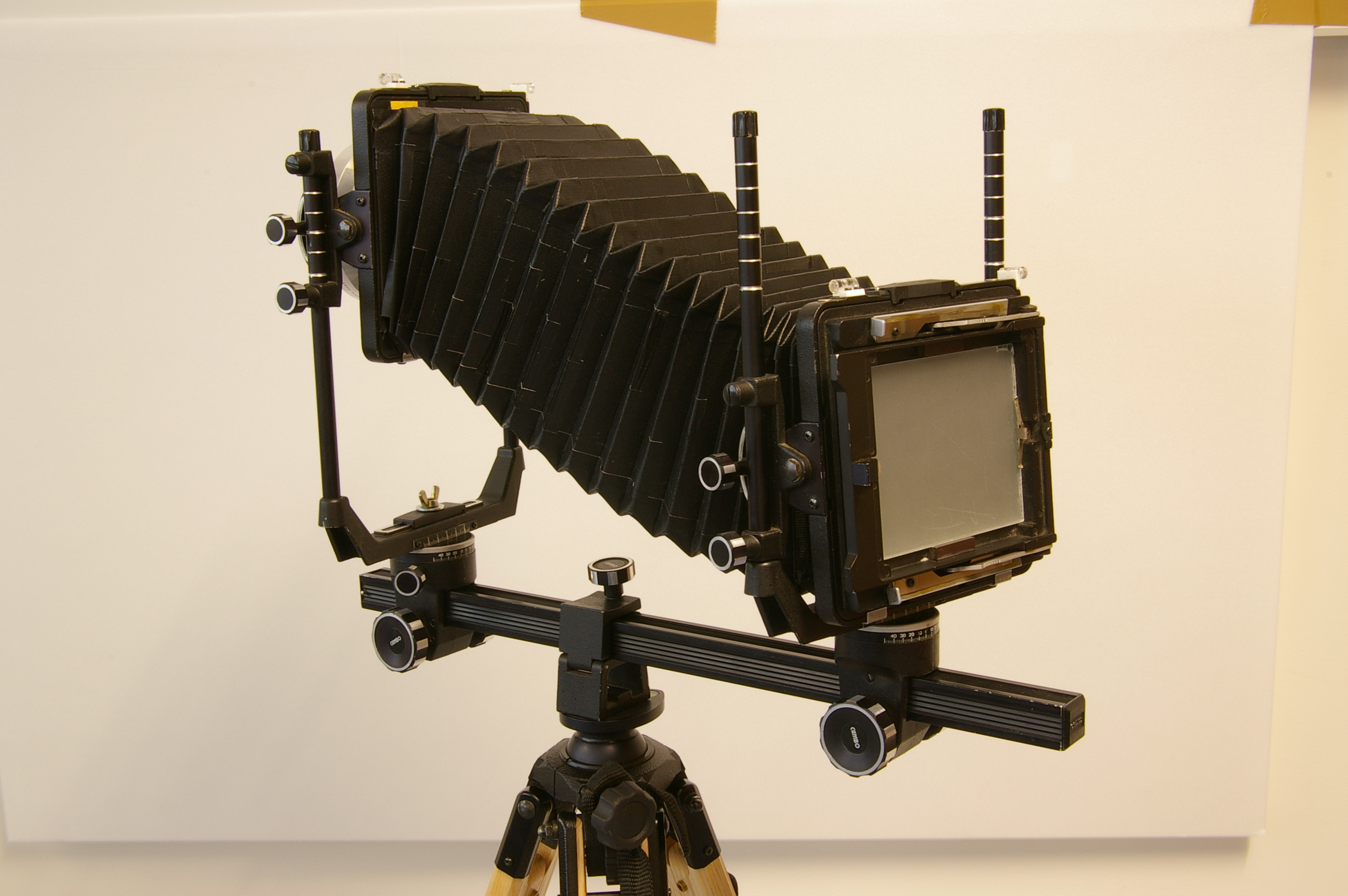
Eine reine Profikamera

## Zielgruppe
Der Amateurfotograf führt eine Tätigkeit aus, die weder objektivierbare Qualitätskriterien erfüllen möchte, noch der Sicherung des Lebensunterhaltes dient und überwiegend privaten Zwecken dient. Die Amateurkamera gibt ihm die Möglichkeit, seine persönlichen Interessen in der Fotografie zu verfolgen. Die Schwerpunkte für den Erwerb eine Amateurkamera sind häufig der Preis und eine bestimmte Funktionalität (Beispiel: Motivprogramme, Gewicht und Größe der Kamera).

## Differenzierungen
Die typische Amateurkamera zeichnet sich durch vereinfachte Bedienung (zu Lasten individueller Einstellmöglichkeiten), geringes Gewicht, einen niedrigen Preis sowie teilweise auch durch eine permanente Aufnahmebereitschaft aus. Wirtschaftlich betrachtet kennzeichnet sie häufig auch ein rascher Modellwechsel und ein geringer Grad der Integration in ein Kamerasystem. Andere Amateurkameras haben mehr Funktionen, sind dafür aber eventuell schwieriger zu bedienen und teurer und daher für Amateure konzipiert, die mehr Geld auszugeben bereit sind.
Den Gegensatz zur Amateurkamera bildet die Profikamera für den Berufsfotografen; typische Bauformen sind hier die höherwertigen Spiegelreflexkameras, spiegellose Kameras, die Mittelformatkameras und die Großformattechnik. Einfachere Spiegelreflexkameras und spiegellose Kameras sind oft auf Markt für ambitionierte Amateurfotografen (Semiprofi) ausgelegt, wie etwa die Canon EOS 1000D oder vergleichbare Modelle von Nikon, Sony, Fuji u. a. mehr.
Die Grenzen zwischen Profi- und Amateurkamera sind oft fließend, besonders im erwähnten Bereich der Spiegelreflexkameras sowie der spiegellosen Kameras, so wie auch die Grenze zwischen Berufs- und Amateurfotografie oft nicht allzu genau definiert werden kann. Als Beispiel hierfür können die Kameras aus der M-Serie von Leica gelten, die in den 50er- und 60er-Jahren ausgesprochene Profigeräte und bevorzugtes Arbeitsgerät von Pressereportern waren, heute aber überwiegend von Amateuren gekauft und genutzt werden, obwohl sie fast alle Eigenschaften professioneller Kamerasysteme über die Jahre beibehalten haben.

## Geschichte
Speziell für die Anforderungen der Amateurfotografie konzipierte Kameras entstanden erstmals in der Mitte des 19. Jahrhunderts mit den Handkameras, die ohne Stativ genutzt werden konnten. Mit der folgenden Ausdifferenzierung der Fototechnik entstanden dann um 1880 die Boxkameras, als deren Prototyp die Kodak Nr. 1 gilt.
Im 20. Jahrhundert lösten dann ab den 60er Jahren die Kompaktkameras für Kleinbild- und Pocket-Film die Boxkameras als typische Amateurkameras ab.